# Harpolithobius maculipes
Harpolithobius maculipes är en mångfotingart som först beskrevs av Folkmanová 1936.  Harpolithobius maculipes ingår i släktet Harpolithobius och familjen stenkrypare.
Artens utbredningsområde är Bulgarien. Inga underarter finns listade i Catalogue of Life.